# Lyriothemis acigastra
Lyriothemis acigastra – gatunek ważki z rodziny ważkowatych (Libellulidae).